# Донат ордена Святого Иоанна Иерусалимского
Дона́т о́рдена свято́го Иоа́нна Иерусали́мского (мальти́йского креста́) — знак отличия ордена святого Иоанна Иерусалимского был установлен 29 ноября 1798 года Павлом I для нижних воинских чинов Российской империи.
Знак отличия представляет собой маленький медный восьмиконечный крестик (размером всего 2,5 см) с расширяющимися раздвоенными концами. Три луча его (два поперечных и нижний) с обеих сторон залиты белой финифтью, верхний же луч оставался без покрытия (встречаются знаки и без финифти). В углах соединения лучей креста помещены украшения, стилизованные под лилии. На оборотной стороне его — порядковый номер. Носили знак в петлице или на груди на узкой чёрной ленте.
Императорским указом донаты ордена св. Иоанна Иерусалимского с 10 октября 1800 года стали выдаваться «всем нижним чинам российской армии за двадцатилетнюю службу, взамен знака отличия ордена св. Анны, для сего установленного». Однако такое положение существовало недолго и вскоре после смерти Павла I как Мальтийский орден, так и его донат прекратили своё существование.
Всего было пожаловано 1129 знаков, из них 17 снято с их владельцев за различные преступления и проступки. После смерти награждённого донат возвращался в Капитул Российского кавалерского ордена. До нашего времени дошло всего три креста, которые хранятся в Эрмитаже (№ 483), Государственном историческом музее в Москве (№ 503) и Военно-историческом музее артиллерии, инженерных войск и войск связи в Санкт-Петербурге (№ 913).